# 제2대 멜버른 자작 윌리엄 램
제2대 멜버른 자작 윌리엄 램, PC, FRS (William Lamb, 2nd Viscount Melbourne, 1779년 3월 15일 – 1848년 11월 24일)은 일반적으로 멜버른 경(Lord Melbourne)으로 불리는 영국의 휘그당 정치인으로, 내무 장관(1830년–1834년)과 총리 (1834년 그리고 1835년–1841년)였다. 그는 정치적인 방향으로 18-21세 시절의 빅토리아 여왕의 성공적인 멘토로서 유명하다. 역사가들은 대외전쟁이 없고 국내의 소란들을 다루지 통제하지 못했으며, 주요한 업적들의 부족과 특별한 법등을 발효하지 못하는등, 멜버른 경을 총리로서 높이 평가하지는 않는다. "하지만 그는 친절하고, 정직하며 이기적이지 않았다."

## 유산
오스트레일리아 빅토리아주에 있는 도시인 멜버른은 당시 멜버른 경이 대영 제국의 총리를 역임하고 있던 1837년에 그를 기념하여 이름이 지어진 것이다.